# Strojnica baldaszkówka
Strojnica baldaszkówka (Graphosoma lineatum) – gatunek pluskwiaka z podrzędu różnoskrzydłych i rodziny tarczówkowatych.
Gatunek ten opisany został po raz pierwszy w 1758 roku przez Karola Linneusza pod nazwą Cimex italicum. Przez dłuższy czas strojnica włoska (G. italicum) klasyfikowana była jako jego podgatunek lub synonimizowany z nim. Klasyfikację tę zrewidował Roland Lupoli w 2017 roku na podstawie analizy molekularnej sekwencji kodujących oksydazę cytochromu c w mitochondrialnym DNA. Badania te wykazały, że G. italicum jest odrębnym gatunkiem, co więcej zajmującym większość zasięgu przypisywanego wcześniej G. lineatum – ta okazała się być ograniczona w swym zasięgu do Afryki Północnej i Sycylii; nie występuje więc w kontynentalnej Europie. Analiza filogenetyczna wykazała, że gatunkiem siostrzanym dla strojnicy włoskiej jest wschodnioazjatycka G. rubrolineatum. W obrębie G. lineatum wyróżniono dwa podgatunki:
- Graphosoma lineatum siciliensis Lupoli, 2017 – endemit Sycylii
- Graphosoma lineatum lineatum (Linnaeus, 1758) – Afryka Północna